# Cheiracanthium brevidens
Cheiracanthium brevidens es una especie de araña del género Cheiracanthium, familia Cheiracanthiidae, suborden Araneomorphae. Fue descrita científicamente por Kroneberg en 1875.

## Distribución
Se distribuye por Asia.